# Portmapper
Ein Portmapper bzw. Portplaner übernimmt in der Informationstechnik die Koordination der durch den Client gewünschten Funktionsaufrufe.
Er ist der Vermittler zwischen den Programmnummern, die von Remote Procedure Call (RPC) als Identifikation für individuelle RPC-Server verwendet werden, und den TCP- und UDP-Portnummern. Der Portmapper ordnet die Dienstnummer eines Clients einem Port zu.
Unter Unix nimmt er Verbindungen standardmäßig auf Port 111 entgegen.